# Cervera del Maestre
Cervera del Maestre ist eine Gemeinde (municipio) in Ostspanien, nahe der Costa del Azahar, an der nördlichen Grenze der Provinz Castelló. Cervera del Maestre hat 643 Einwohner (Stand: 2024).

## Lage
Cervera del Maestre liegt etwa 53 Kilometer nordnordöstlich von Castelló de la Plana und etwa 115 Kilometer nordnordöstlich von Valencia in einer Höhe von ca. 300 m.

## Bevölkerungsentwicklung
| Jahr      | 1900 | 1950 | 1970 | 1981 | 1991 | 2001 | 2011 | 2021 |
| Einwohner | 2553 | 1828 | 1095 | 916  | 784  | 637  | 686  | 590  |

## Sehenswürdigkeiten
- Burgruine La Maestranza de Montesa
- Kirche Mariä Himmelfahrt
- Sebastianuskapelle

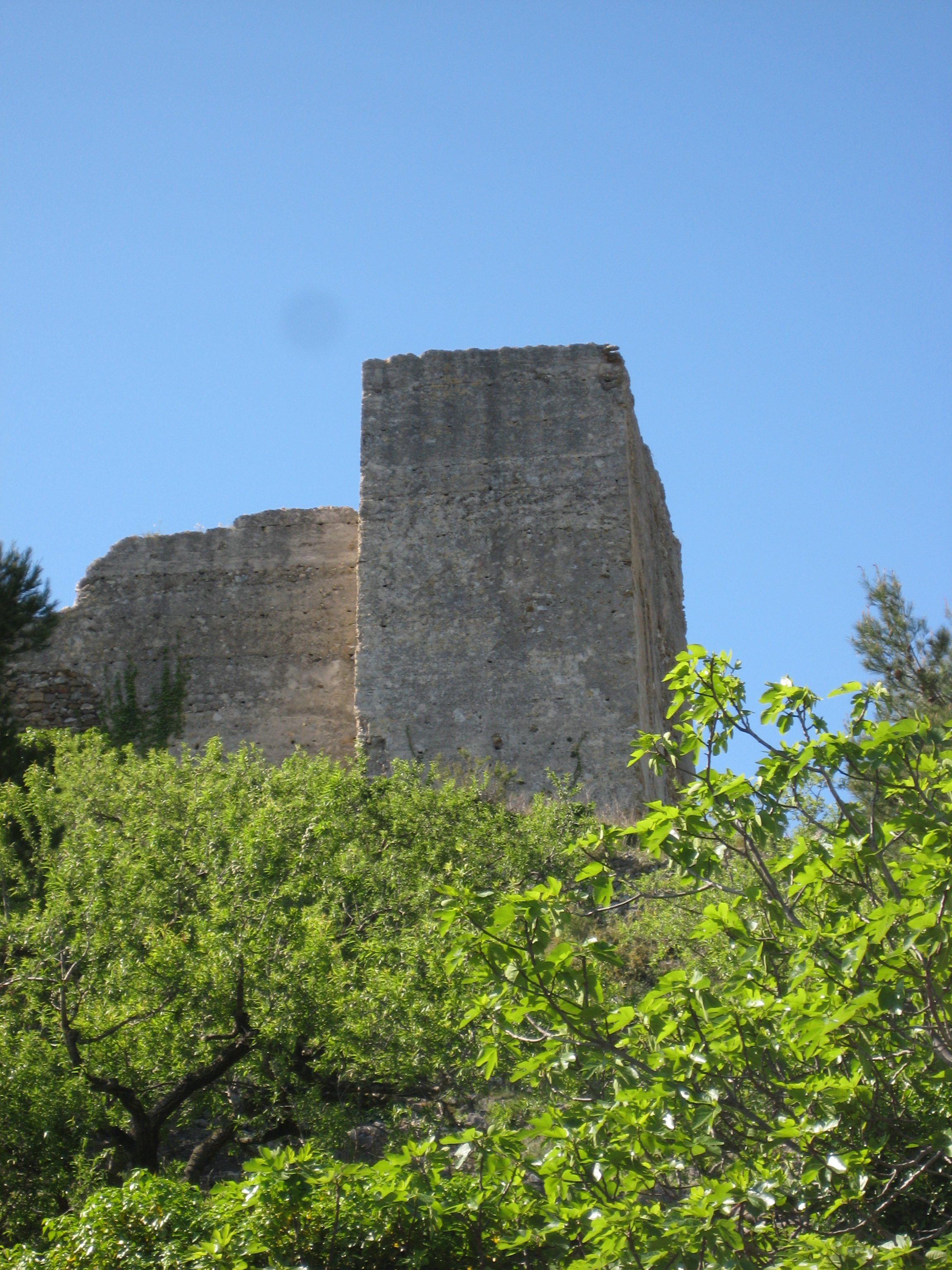
Burgruine
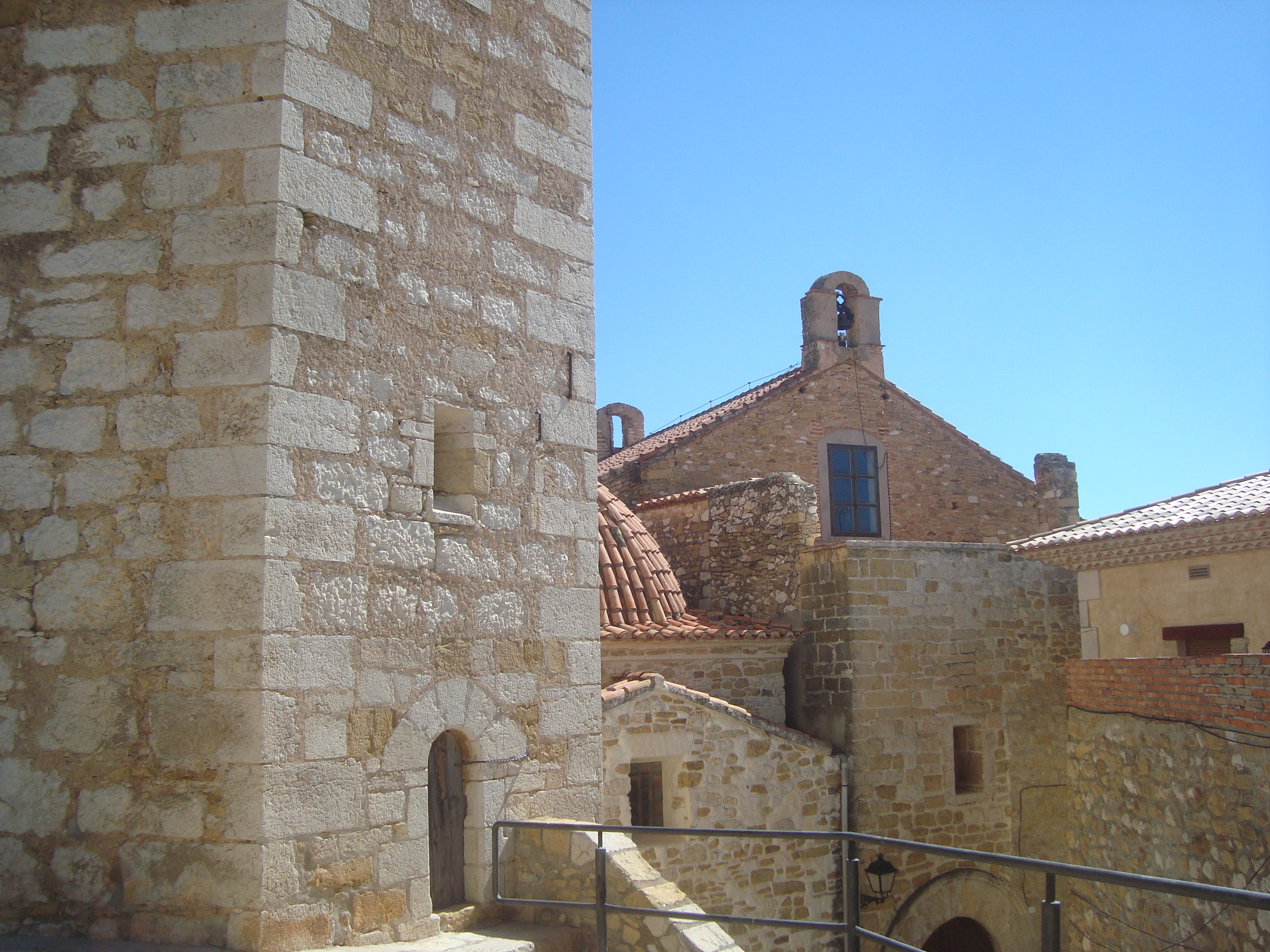
Kirche Mariä Himmelfahrt
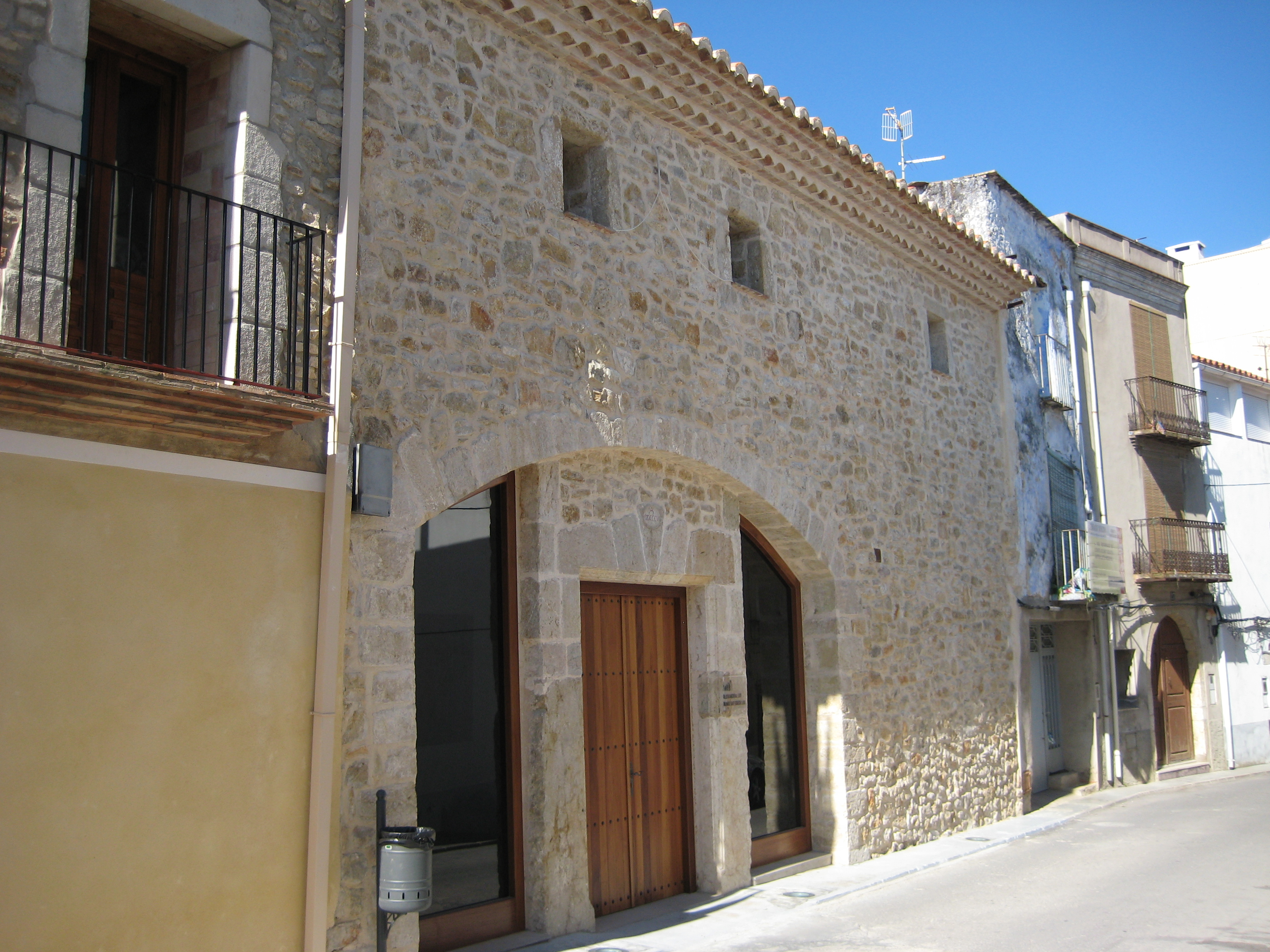
Sebastianuskapelle
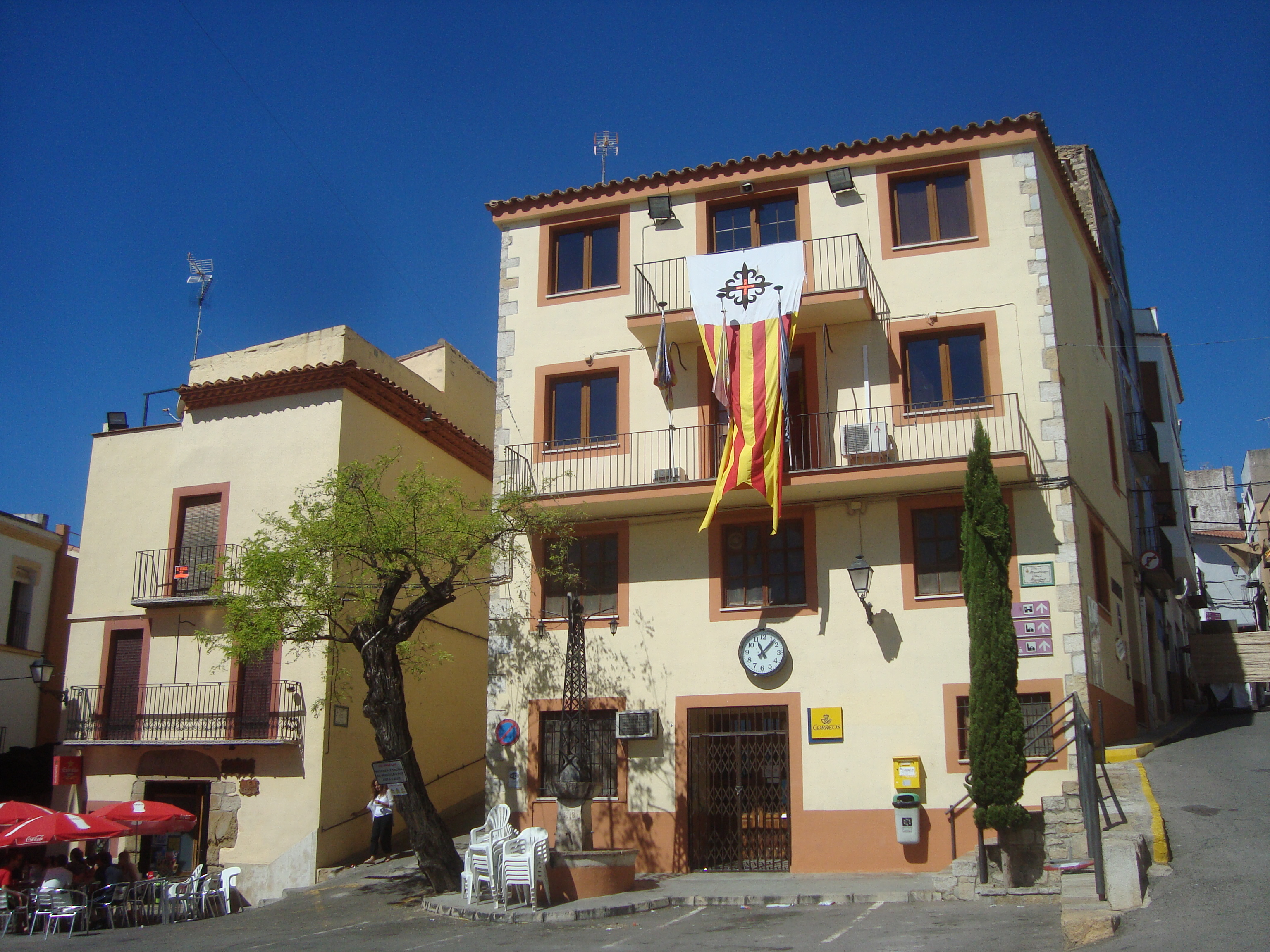
Rathaus